# Saint-Geniez-d'Olt-et-d'Aubrac
Saint-Geniez-d'Olt-et-d'Aubrac es una comuna nueva francesa situada en el departamento de Aveyron, de la región de Occitania.

## Historia
Fue creada el 1 de enero de 2016, en aplicación de una resolución del prefecto de Aveyron de 6 de noviembre de 2015 con la unión de las comunas de Aurelle-Verlac y Saint-Geniez-d'Olt, pasando a estar el ayuntamiento en la antigua comuna de Saint-Geniez-d'Olt.

## Demografía
| Gráfica de evolución demográfica de Saint-Geniez-d'Olt-et-d'Aubrac entre 1800 y 2013 |
|                                                                                      |

Los datos entre 1800 y 2013 son el resultado de sumar los parciales de las dos comunas que forman la nueva comuna de Saint-Geniez-d'Olt-et-d'Aubrac, cuyos datos se han cogido de 1800 a 1999, para las comunas de Aurelle-Verlac y Saint-Geniez-d'Olt de la página francesa EHESS/Cassini. Los demás datos se han cogido de la página del INSEE.

## Composición
| Comuna delegada    | Código INSEE | Población (2013) | Superficie (km²) | Densidad (hab./km²) |
| ------------------ | ------------ | ---------------- | ---------------- | ------------------- |
| Aurelle-Verlac     | 12014        | 163              | 54.68            | 3                   |
| Saint-Geniez-d'Olt | 12224        | 1976             | 35.49            | 56                  |